# Сонома (округ)
Шаблон:StateAbbr_ 38°31′ пн. ш. 122°56′ зх. д. / 38.51° пн. ш. 122.93° зх. д.
Округ Сонома (англ. Sonoma County) — округ (графство) у штаті Каліфорнія, США. Ідентифікатор округу 06097.

## Історія
Округ утворений 1850 року.

## Демографія
За даними перепису
2000 року
загальне населення округу становило 458614 осіб, зокрема міського населення було 392956, а сільського — 65658.
Серед мешканців округу чоловіків було 225804, а жінок — 232810. В окрузі було 172403 домогосподарства, 112397 родин, які мешкали в 183153 будинках.
Середній розмір родини становив 3,12.
Віковий розподіл населення поданий у таблиці:
| Стать    | До 15 років | 15-21 | 22-29 | 30-39 | 40-49 | 50-65 | 65-85 | Понад 85 |
| -------- | ----------- | ----- | ----- | ----- | ----- | ----- | ----- | -------- |
| Чоловіки | 47614       | 22984 | 22836 | 34241 | 37653 | 36618 | 21297 | 2561     |
| Жінки    | 44862       | 21215 | 20524 | 33669 | 39731 | 38690 | 28426 | 5693     |

## Суміжні округи
- Мендосіно — північ
- Лейк — північний схід
- Напа — схід
- Солано — південний схід
- Марін — південь
- Контра-Коста — південь-південний схід[7][8]

## Виноски
1. ↑  U.S. Decennial Census. United States Census Bureau. Архів оригіналу за 26 квітня 2015. Процитовано 31 травня 2014.
2. ↑  Historical Census Browser. University of Virginia Library. Архів оригіналу за 12 грудня 2009. Процитовано 31 травня 2014.
3. ↑  Population of Counties by Decennial Census: 1900 to 1990. United States Census Bureau. Архів оригіналу за 24 вересня 2015. Процитовано 31 травня 2014.
4. ↑  Census 2000 PHC-T-4. Ranking Tables for Counties: 1990 and 2000 (PDF). United States Census Bureau. Архів оригіналу (PDF) за 18 грудня 2014. Процитовано 31 травня 2014.
5. ↑  American FactFinder. Бюро перепису населення США. Архів оригіналу за 14 лютого 2020. Процитовано 19 квітня 2019. [Архівовано 2020-02-14 у Archive.is](англ.) Наведено за англійською вікіпедією.
6. ↑  American FactFinder. Бюро перепису населення США. Архів оригіналу за 26 лютого 2012. Процитовано 31 січня 2008. [Архівовано 2008-05-21 у Wayback Machine.]
7. ↑  Marin, Solono, Sonoma and Contra Costa Counties' borders come to a common point approx. 6 miles into San Francisco Bay. Thus, Contra Costa County is an adjacent county.  Hittell, Theodore Henry (1876). The codes and statutes of the State of California. A. L. Bancroft. с. 515. Архів оригіналу за 3 січня 2020. Процитовано 20 серпня 2012.
8. ↑  California Codes, Government Codes, section 23149. Архів оригіналу за 3 лютого 2020. Процитовано 20 серпня 2012.

| США | Це незавершена стаття з географії США. Ви можете допомогти проєкту, виправивши або дописавши її. |